# Westend (Band)
Westend war eine österreichische Popband aus den 1980er Jahren. Sie bestand aus den Sängern Gary Lux, Peter Vieweger, Bernhard Rabitsch und Hans Christian Wagner sowie der Tänzerin Patricia Tandien. 

## Werdegang
Die Gruppe wurde 1983 für die Teilnahme am österreichischen Vorentscheid zum Eurovision Song Contest gegründet. Mit dem von Peter Vieweger komponierten und von Heli Deinboek sowie Heinz Nessizius getexteten Lied Hurricane konnten sie sich denkbar knapp gegen den zweitplatzierten Waterloo durchsetzen. Beim Wettbewerb 1983 in München erreichte die Band mit 53 Punkten den neunten Platz unter 20 Teilnehmern. 
Das Lied wurde – mit der englischen Fassung als B-Seite – kurz nach dem Wettbewerb als Single veröffentlicht und kletterte bis auf den 8. Platz der österreichischen Singlecharts. Trotz des kommerziellen Erfolges löste sich die Gruppe kurz darauf auf.